# Bandar Agung (Lubuk Batang)
Bandar Agung is een bestuurslaag in het regentschap Ogan Komering Ulu van de provincie Zuid-Sumatra, Indonesië. Bandar Agung telt 1576 inwoners (volkstelling 2010).